# Gryzy
Gryzy (do 1945 Griesen) – wieś w Polsce położona w województwie warmińsko-mazurskim, w powiecie oleckim, w gminie Świętajno.
W latach 1975–1998 miejscowość administracyjnie należała do województwa suwalskiego.
Nazwa wsi pochodzi od nazwiska zasadźców Jana i Stańki Gryz (lub Gryzów). W późniejszych dokumentach pojawiają się także nazwy: Gryzowa Wola, Grieschi, Griesen.
Wieś czynszowa założona na 30 włókach na prawie chełmińskim w 1563 roku. Wtedy to Jan i Stańko Gryza kupili od księcia Albrechta, za pośrednictwem starosty Wawrzyńca von Halle, trzy włóki sołeckie i założyli wieś. pierwszy dokument lokacyjny zaginął a przywilej lokacyjny został odnowiony w roku 1616. W XVII i pierwszej połowie XVIII wieku mieszkali tu sami Polacy.
Szkoła we wsi została założona pod koniec XVIII wieku. Ostatni (najnowszy) budynek szkolny wybudowano między rokiem 1928 a 1930. Przed II wojną światową mieszkało w Gryzach 335 osób. W tym czasie we wsi była poczta, gospoda, stacja kolejowa na linii Kruklanki – Olecko, mieszkało kilku rzemieślników.

## Zabytki
- na przesmyku między jeziorami Stopka i Długie wczesnośredniowieczne grodzisko[5].